# Журавники (Волынская область)

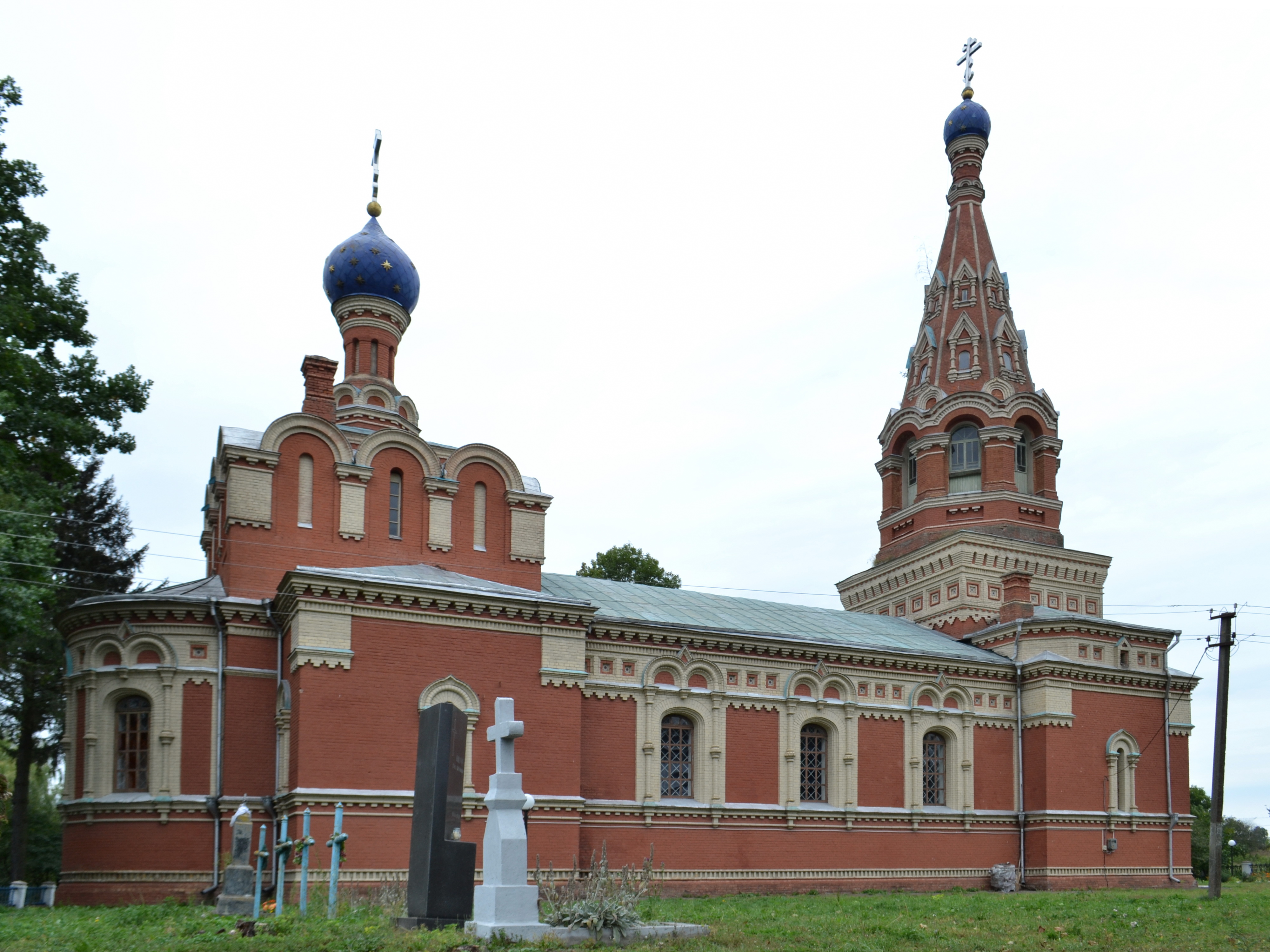
Церковь святого великомученика Димитрия Солунского

Жура́вники (укр. Журавники, бывшее местечко Дружкополь) — село в Гороховской городской общине Луцкого района Волынской области Украины. Население по переписи 2001 года составляет 842 человека.
Код КОАТУУ — 0720881601. Почтовый индекс — 45737. Телефонный код — 3379.

## География
Находится на реке Гнилая Липа, расположено на трассе «Львов — Луцк», между городами Горохов и Радехов. Занимает площадь 16,3 км².

## История
Село ранее было местечком Владимир-Волынского уезда (Волынской губернии, Российская империя}.
В 1897 году в Дружкополе было 1340 жителей, из них 870 евреев.
Немецкая армия заняла Журавники 22 июня 1941 года. В начале октября 1941 года евреи Журавников были депортированы в гетто в Горохов. Во время Второй мировой войны большинство еврейского населения было уничтожено нацистами. 4 сентября 1942 в Журавниках было расстреляно около 500 евреев.
До 2020 года село входило в Гороховский район.

## Достопримечательности
В селе находится церковь святого великомученика Димитрия Солунского, построенная в 1905 г. на средства местного землевладельца — итальянского графа Рафаила де Боссалини и его жены Екатерины. Граф находился на службе у русского царя и похоронен в часовне соседнего села Браны.

## Известные люди
В местечке Дружкополь родился советский учёный-геолог Юрий Михайлович Абрамович (1899—1986).
Здесь некоторое время жила и работала украинская поэтесса Елена Копоть-Журавницкая (1525— после 1576).